# Badanie lekarskie
Badanie lekarskie – badanie przeprowadzone osobiście przez lekarza, bądź lekarza weterynarii (badanie lekarsko-weterynaryjne) w czasie postępowania z pacjentem. Formalnie dzieli się na badanie podmiotowe (anamneza, wywiad chorobowy) i badanie przedmiotowe (fizykalne).
Badanie lekarskie najczęściej wiąże się także ze zlecaniem badań wymagających laboratorium lub diagnostyki obrazowej.

Przeczytaj ostrzeżenie dotyczące informacji medycznych i pokrewnych zamieszczonych w Wikipedii.